# Аденилатциклаза
Аденилатцикла́за (АЦ, англ. AC, adenylate cyclase, adenylyl cyclase КФ 4.6.1.1) — фермент, который катализирует превращение АТФ в 3',5'-цАМФ (циклическую форму АМФ) с образованием пирофосфата.
В процессе передачи сигнала аденилатциклаза может быть активирована связанными с плазматической мембраной рецепторами, связанными с G-белками (GPCR), которые передают гормональные и иные стимулы в клетку. Активация аденилатциклазы приводит к образованию цАМФ, действующего как вторичный посредник. цАМФ взаимодействует с протеинкиназой А, ионными каналами, связанными с циклическими нуклеотидами, и регулирует их функции.
У млекопитающих известно десять аденилатциклаз, они обозначаются сокращениями ADCY1—ADCY10.

## Аденилатциклазная система
В данном случае аденилатциклазная система рассматривается на примере действия адреналина на клетки печени. Адреналин вызывает в организме эффект, называемый «fight or flee» (бей или беги) — усиливается тонус мышц, увеличивается частота сердечных сокращений. Для мобилизации организма требуется повышение концентрации глюкозы в крови. Связывание адреналина с рецепторами на поверхности клеток печени запускает распад гликогена, запасенного в клетках печени и высвобождение глюкозы.

### Активация
- Адреналин связывается с β2-адренорецептором на плазматической мембране клеток печени. В результате связывания лиганда с внешней стороны плазматической мембраны, изменяется конформация всего адренорецептора и активируется сопряженный с адренорецептором, внутриклеточный G-белок.
- В неактивном состоянии G-белок связан с молекулой ГДФ. После активации ГДФ заменяется на ГТФ, а G-белок разделяется на две части (на α- и βγ-субъединицы).
- Активная часть G-белка (α-субъединица) присоединяется к ферменту аденилатциклазе и активирует её. Аденилатциклаза катализирует превращение АТФ в цАМФ.
- цАМФ — является вторичным посредником этой цепи передачи сигнала в клетке. Далее цАМФ распространяется по всей клетке и связывается с цАМФ-зависимой протеинкиназой А, причем с одной молекулой протеинкиназы связывается 4 молекулы цАМФ.
- Активированная протеинкиназа А разделяется на четыре части, две из которых обладают каталитическими активностями. Каждая из каталитических субъединиц способна фосфорилировать киназу фосфорилазы, активируя её.
- Наконец, киназа фосфорилазы фосфорилирует гликогенфосфорилазу.
- Активированная гликогенфосфорилаза расщепляет гликоген, при этом образуется глюкозо-6-фосфат, который затем дефосфорилируется и превращается в глюкозу, которая поступает в кровь.

Особенность этой системы передачи сигнала в клетке состоит в том, что сигнал на большинстве этапов (кроме этапа активации протеинкизаны А молекулами цАМФ) усиливается, например, активированная аденилатциклаза синтезирует множество молекул цАМФ. В результате взаимодействия одной молекулы адреналина с рецептором в плазматической мембране клетки печени, в кровь выводится около 10 миллионов молекул глюкозы.

### Инактивация
Для поддержания корректного уровня метаболизма требуется не только быстрое поступление глюкозы в кровь, но и механизм выключения этой системы. Для этого используется несколько способов:
- Когда концентрация адреналина в крови уменьшается, молекулы адреналина естественным образом отсоединяются от β2-адренорецептора.
- Если адреналин не отсоединяется от β2-адренорецептора, то рецептор фосфорилируется киназой β2-адренорецептора, а затем инактивируется β-аррестином.
- G-белок сам обладает ферментативной активностью и медленно (в течение секунд или минут) превращает ГТФ в ГДФ. После этого он отходит от аденилатциклазы, и она инактивируется.
- Фермент фосфодиэстераза катализирует превращение цАМФ в АМФ.
- Ферменты фосфатазы дефосфорилируют киназу фосфорилазы и гликогенфосфорилазу[4].

Результат действия адреналина на другие типы клеток зависит от того, какие рецепторы находятся в их плазматических мембранах. Так, например, в результате связывания адреналина c альфа-2 адренорецептором, количество цАМФ внутри клетки уменьшается.